# Spinii trandafirului I și II
Spinii trandafirului I și II este un film românesc din 1985 regizat de Nell Cobar.